# Camberwell
Camberwell es un distrito del sur de Londres (Inglaterra, Reino Unido). Forma parte del municipio londinense de Southwark. Es asimismo un barrio urbanizado dentro de la ciudad, situado a 2,7 millas (4,3 km) al sureste de Charing Cross. Al oeste limita con el municipio londinense de Lambeth.

## Historia

### Toponimia
Camberwell aparece ya en el Libro Domesday como "Cambrewelle". El nombre podría derivar del antiguo vocablo inglés "Cumberwell" o "Comberwell", que significaría "pozo de los bretones ", en referencia al resto de los habitantes celtas de la zona dominada por los anglosajones. Una teoría alternativa sugiere que el nombre podría significar "pozo de los inválidos ', y que el asentamiento se desarrolló como una aldea en la cual la gente de la ciudad de Londres era expulsada o puesta en cuarentena cuando tuviesen enfermedades como la lepra u otras que fuesen contagiosas y por ende una amenaza para la ciudad. Allí iban para ser curados y recibir el tratamiento dado por la iglesia, que consistía en el aprovechamiento de las “aguas limpias” con propiedades curativas de los pozos del lugar. Se sabe de la existencia de manantiales y pozos en la ladera sur de la colina denominada “Denmark Hill”, especialmente alrededor de Grove Park.

### Desarrollo económico

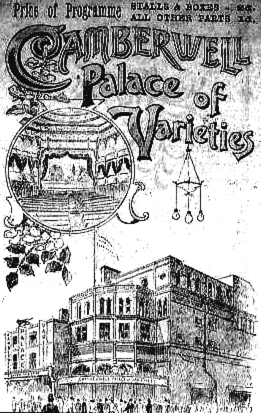
Cartel de 1900 mostrando el teatro de variedades "Camberwell Palace"

Ya era un asentamiento importante y contaba con una iglesia cuando se le menciona en el Libro Domesday, y era la iglesia parroquial para una amplia zona que incluía a Dulwich y Peckham. Esta parroquia era administrada por “Haimo” el Sheriff (de Kent). Sus activos, según se registran en el Libro Domesday eran 6 hides y 1 virgata; una iglesia, 8 arados, 63 acres (250 000 m²) de la pradera y bosques con un valor de 60 cerdos. Con un valor total que de acuerdo con el libro llegó a £ 14. Hasta mediados del siglo XIX, Camberwell fue visitada por los londinenses por su tranquilidad rural y las propiedades curativas de renombre de sus manantiales minerales. Al igual que gran parte del centro y sur de Londres, Camberwell fue transformado por la llegada de los ferrocarriles en la década de 1860.
Los primeros teatros en Camberwell se encontraban en los salones de la parte trasera de las casas públicas. Uno de ellos, el teatro "Father Redcap" (1853), sigue en pie por Camberwell Green pero de forma interna y bastante alterado con respecto a su forma original. En 1896, la compañía Dan Leno inauguró el "Palacio Oriental de Variedades" (Oriental Palace of Varieties), en Denmark Hill. Este emprendimiento exitoso fue reemplazado en breve por un nuevo teatro, diseñado por Ernest AE Woodrow y con una capacidad para 1.553 personas, en 1899, llamado el "Palacio de Camberwell" (Camberwell Palace). Éste fue ampliado aún más por el arquitecto Lewen Sharp en 1908. En 1912, el teatro empezó la proyección de películas, como parte de un espectáculo de variedades, y en septiembre de 1932 se convirtió en parte de la cadena de cines “ABC Cinemas” (conocido simplemente como "The Palace Cinema"). Este se volvió a abrir como un teatro de variedades en 1943, pero cerró el 28 de abril de 1956 y luego fue demolido.
La película de 1957, "The Smallest Show on Earth" (El espectáculo más pequeño de la Tierra), que narra la historia de un cine familiar de los suburbios que lucha por sobrevivir, se cree que se basaba en este salón de cine. Cerca de allí, marcado por la calle “Orpheus Street”, estaba el teatro "Metropole Theatre and Opera House", presentando números de espectáculos del nivel y estilo denominado “West End”. Fue demolido en 1939 para construir una sala de cine de la cadena “Odeon” (Odeon Cinema). El cine tenía capacidad para 2.470 personas. Un segundo cine de la cadena “ABC Cinemas”, conocido originalmente como el “Cinema Regal”, y más tarde como el “ABC de Camberwell”, abrió sus puertas en 1940. Tenía sólo con una pantalla, pero también contaba con una capacidad de 2.470 personas; este cine se convirtió en una de las mayores salas de cine suburbanas en Londres y continuó funcionando hasta 1973, después de lo cual fue utilizado como una sala de bingo hasta febrero de 2010. El edificio aun conserva su estilo art déco y es un monumento clasificado de grado II.

### Gobierno local

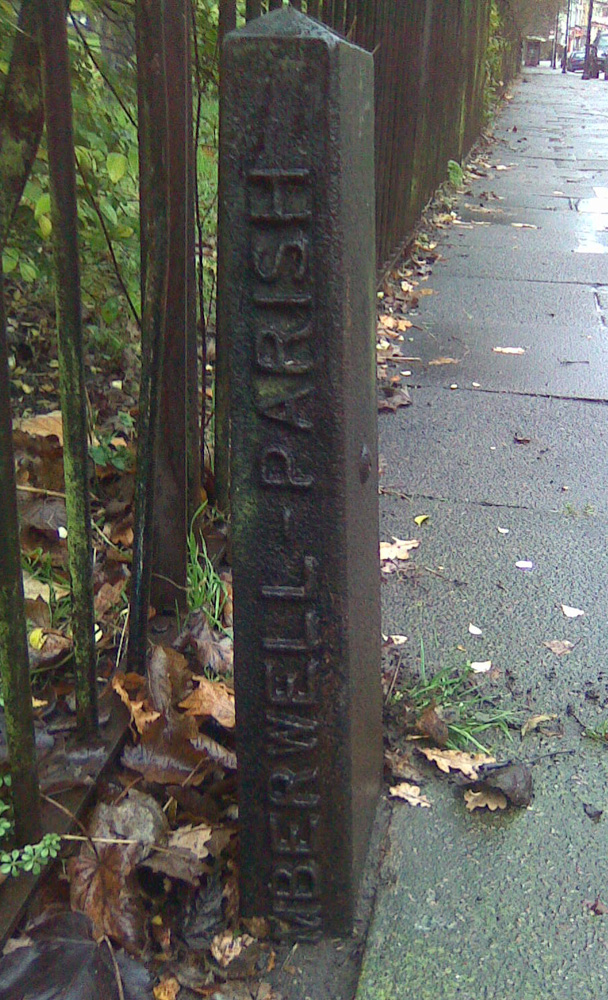
Poste marcador de los límites de la parroquia de Camberwell sobre la ruta del antiguo cauce del riachuelo Effra en Gipsy Hill el cual ahora esta parcialmente enterrado por varias capas de pavimento.

Camberwell St Giles formaba una parroquia civil en la antigua división inglesa de condados (también conocida como "Hundred") de Brixton, en el área de Surrey. La parroquia cubría 4,570 acres (18,5 km²) en 1831 y se dividió en Peckham, al este, la aldea de Dulwich al sudoeste, quedando así el resto como Camberwell. El ancho de la parroquia tenía una forma cónica hacia el sur formando un punto en el Crystal Palace. En 1801 la población era de 7.059 habitantes y en 1851 esta cifra aumentó a 54.667 habitantes. En 1829 se incluyó en el Distrito de la Policía Metropolitana y en 1855 fue incluido dentro del área de responsabilidad de la Junta Metropolitana de Obras, teniendo la Junta Parroquial de Camberwell derecho a nominar a un miembro de esta junta. En 1889, la junta fue reemplazada por el Consejo del Condado de Londres y Camberwell fue retirado de Surrey, para formar parte del condado de Londres. En 1900, el área de la parroquia se convirtió en el Distrito Metropolitano de Camberwell (Metropolitan Borough of Camberwell). En 1965 el distrito metropolitano fue suprimido y su antigua zona se convirtió en la parte sur del distrito londinense de Southwark, dentro de la zona metropolitana del Gran Londres.

## Geografía

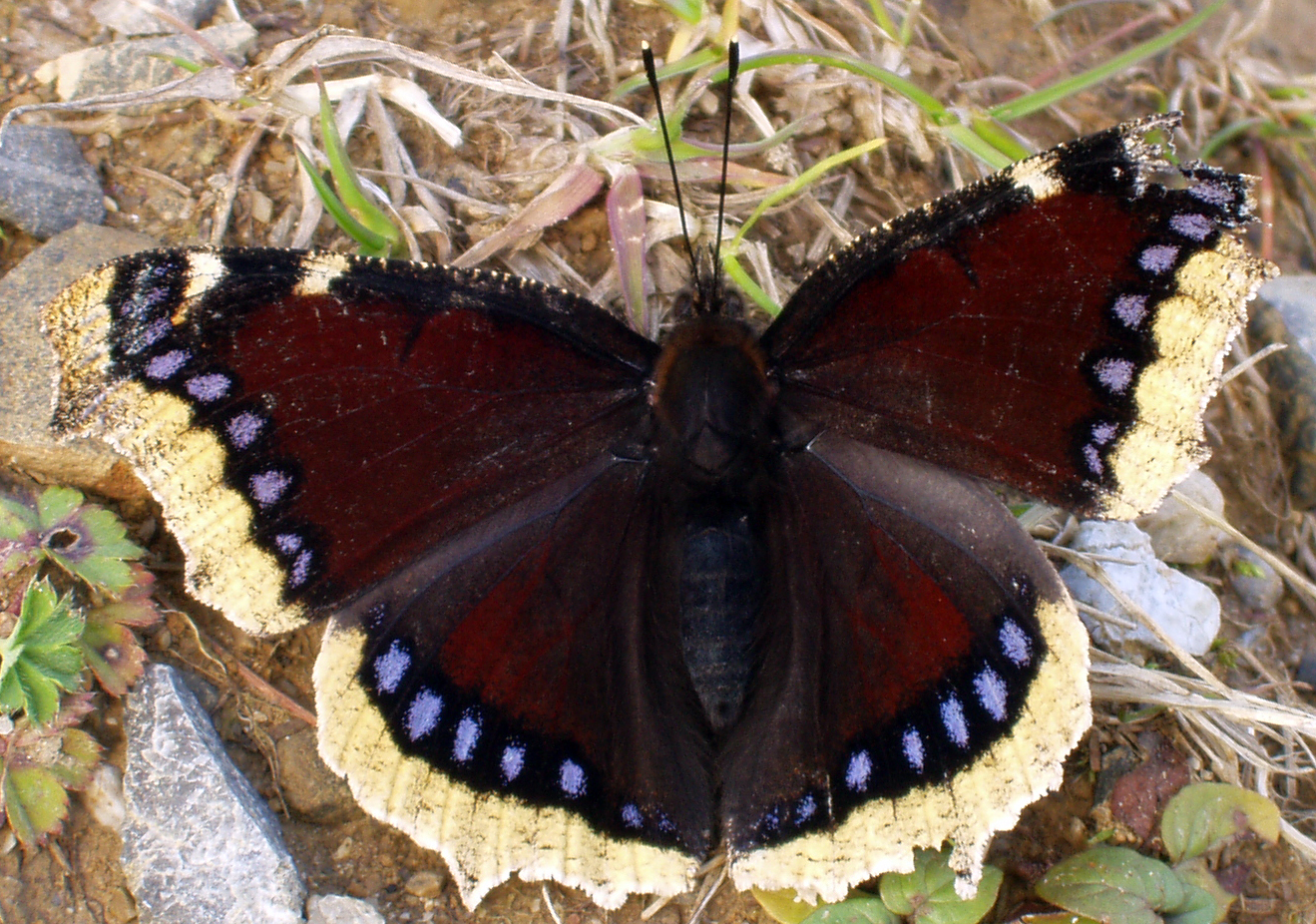
La Mariposa Camberwell Beauty (la belleza de Camberwell)

Camberwell hoy en día es una mezcla relativamente bien conservada de estilos georgianos y arquitectura del siglo XX, lo cual comprende varios bloques de pisos. Las calles Camberwell Grove, Lane Grove y la Plaza de Addington (Addington Square) tienen algunas de las más elegantes y mejor conservadas casas georgianas de Londres. En el cruce de vías en el centro de Camberwell está ubicado “Camberwell Green”. Se trata de una pequeña área verde, que antaño era la zona verde tradicional de un pueblo en la que se llevaba a cabo una feria anual de origen muy antiguo, que rivalizaba con la feria que se llevaba a cabo en Greenwich. Una gran cantidad de líneas de autobuses tienen paradas en Camberwell Green. Camberwell es conocido también por ser el lugar donde por primera vez fue identificada la mariposa (Nymphalis antiopa), que rara vez se encuentra en el Reino Unido: en efecto, en 1748 dos ejemplares fueron identificados por primera vez en Coldharbour Lane, Camberwell.
El “Memorial Training College”, la escuela del Ejército de Salvación de William Booth, fue diseñada por Giles Gilbert Scott y quedó terminada en el año 1932: se eleva sobre el sur de Londres desde Denmark Hill y cuenta con una arquitectura similar a otros edificios diseñados por Scott, como la Battersea Power Station y el museo Tate Modern. Su sencillez sin embargo, a diferencia de otros edificios diseñados por Scott, es en parte el resultado de los constantes recortes presupuestarios realizados durante su construcción, ya que originalmente fue planeada con mucho más detalle: por ejemplo, la piedra tallada de estilo gótico, que rodeaba las ventanas. Camberwell alberga uno de los hospitales más grandes de Londres, el “King College Hospital”, que también es una escuela de medicina asociada con “Guy’s King’s”  y “St Thomas’ (GKT) School of Medicine”. Igualmente, en Camberwell se encuentra el Hospital “Maudsley”, un hospital psiquiátrico de renombre internacional, junto con el Instituto de Psiquiatría.
Los lugares circundantes más cercanos a Camberwell son Dulwich, Brixton, Peckham, Walworth, Elephant and Castle, Stockwell, Herne Hill,  Vauxhall y Kennington.
El 3 de julio de 2009 un gran incendio arrasó  “Lakanal House”, un bloque de doce pisos. En este incidente murieron seis personas y al menos otras veinte resultaron heridas.

## Cultura
Camberwell tiene varias galerías de arte, como el “Camberwell College of Arts”, la “South London Gallery”  y numerosos pequeños espacios de arte comerciales. El Festival anual de Artes Camberwell cuenta con bastante respaldo. El teatro “The Blue Elephant Theatre” de la calle “Bethwin Road” es el único lugar para ver teatro en Camberwell.
El humorista Thomas Hood, autor de “The Song of the Shirt” (La Canción de la camisa), vivió en Camberwell en 1840 durante dos años, inicialmente en el número 8 de la calle “South Place”, (ahora Camberwell New Road 181). Más tarde se mudó al número 2 de la calle Union Row (en la actualidad el 266 de la High Street). Solía escribir a sus amigos alabando el aire limpio de la zona y a finales de 1841, se trasladó a St. John’s Wood. Asimismo, el crítico de arte victoriano y acuarelista John Ruskin, vivió en el número 163 de la calle Denmark Hill desde 184, pero se mudó en 1872 con la llegada del ferrocarril, pues decía que éste había echado a perder el paisaje. Ruskin diseñó parte de una de los vitrales de la iglesia de St. Giles en Camberwell. Hoy llevan su nombre el parque “Ruskin” y la calle “John Ruskin Street”. En los años 1950 residió en el barrio la escritora neozelandesa, Janet Frame.
Otros escritores famosos que han vivido en la zona son el poeta Robert Browning, quien nació en Camberwell, y vivió allí hasta los 28 años, y la escritora Muriel Spark autora de las novelas “The Prime of Miss Jean Brodie” y “The Ballad of Peckham Rye” (La Balada de Peckham Rye). La novelista Mary Jane Staples, que creció en Walworth, escribió un libro llamado “The King of Camberwell” (El Rey de Camberwell), que forma parte de la tercera entrega de su saga sobre la familia Adams, en el cual describe el estilo de vida de una típica familia de clase obrera (en inglés “Cockney Life”). También la comediante Jenny Eclair es una de las antiguas residentes de Camberwell, La zona aparece en su novela "Camberwell Beauty”  (La belleza de Camberwell) de 2001, a raíz del nombre de la especie de mariposa descubierta en el lugar. El dramaturgo Martin McDonagh y su hermano, el escritor y director John Michael McDonagh, también viven en Camberwell.
Otros residentes son Peter Preston, antiguo editor del diario “The Guardian”, y la columnista del mismo diario Zoe Williams. La cantante Florence Welch, de la banda de indie Florence + the Machine, también vive en la zona al igual que las actrices Lorraine Chase y Jenny Agutter. Syd Barrett, uno de los fundadores de Pink Floyd, estudió en Camberwell College of Arts desde 1964.
La banda de estilo avant-garde “Camberwell Now” se autodenominó así en honor a esta zona. El dúo Basement Jaxx grabó tres canciones sobre Camberwell: "Camberwel Skies", "Camberskank" y "I live in Camberwell" las cuales aparecen en el álbum de 2005 “The Singles: Special Edition”. En la película de 1987 “Withnail and I”, se hace referencia a Camberwell: "Camberwell Carrot" es el nombre del enorme porro enrollado con 12 láminas de papel, que el personaje de Danny usa en la película; su explicación para el nombre es: "Yo lo inventé en Camberwell y se ve como una zanahoria".

## Transporte
Camberwell está conectado por el norte al centro de Londres por Camberwell Road y al oeste por Camberwell New Road. Está muy bien comunicado por líneas de autobús: su ubicación hace que sea fácil moverse al centro de Londres, con viajes de 20 a 30 minutos, aunque a menudo resultan mucho más largos en las horas de alto tráfico.
Camberwell contaba con tres estaciones de tren hasta la Primera Guerra Mundial: Camberwell Gate, Camberwell New Road y Denmark Hill. Al igual que muchas de las estaciones menos utilizadas en el centro de Londres, Camberwell Gate y Camberwell New Road fueron cerradas en 1916 "temporalmente", debido a los recortes durante la guerra, pero nunca se volvieron a abrir. 
El Metro de Londres ha planeado una extensión de la línea Bakerloo hasta Camberwell al menos en tres ocasiones desde la década de 1930, y aún hoy se dice que este proyecto está bajo consideración. Otra posibilidad sería que la línea Northern Line se pudiese extender a Camberwell, una vez que la línea haya sido extendida a Battersea.
Las estaciones más cercanas de ferrocarril a Camberwell son las estaciones de Loughborough Junction y Denmark Hill.